# 姬路車站
姬路車站（日语：〔〕／〔〕 Himeji eki */?）是一位於日本兵庫縣姬路市驛前町的鐵路車站，隸屬於西日本旅客鐵道（JR西日本）。1888年（明治21年）啟用的姬路車站是姬路市的主車站，也是京阪神「都市網路」（アーバンネットワーク，Urban Network）的一部份。姬路是山陽新幹線沿線車站之一，位於繁忙的商業區之中，為了改善鐵路對於周邊地區交通車流的影響，除了原本通車時就是全線高架化的新幹線之外，在來線路線高架化的工程於在2013年已完成。
由於線型的差別，山陽新幹線在姬路車站以東的路線上只能以275km/h的車速行駛，但在該站以西的路段上則可以達到285km/h的營運速率（N700系車輛則可以到達300km/h）。除此之外，姬路車站也是今日日本各鐵路車站都可買到的紙盒裝幕之內便當（折り詰め幕の内弁当）之發源地。

## 概要
此站作為姬路市的中心車站，有3條在來線與新幹線停靠此站。此站也設有兵庫縣最大的站舍和車站大樓。此站配置有站長，是直營站，並作為管理站管轄位於姬路市內山陽本線的姬路別所站－網干站間各站。
山陽本線是此站的所屬線，另有播但線、姬新線及作為新幹線的山陽新幹線，合計有4條路線停靠。播但線與姬新線以此站為起點。除了這些路線以外，曾經有日本國有鐵道（國鐵）的播但線（此站以南通稱飾磨港線）與山陽本線的貨物支線直通。山陽本線（JR神戶線）的車站編號是JR-A85。事務管編號為▲610619。此站起往下行方向不設車站編號。
此站通常以山陽本線上行方向稱為「JR神戶線」，下行方向稱為「山陽本線」，下述沿用。

## 車站結構
| 月台       | 路線                     | 方向                     | 目的地                         | 備註                           |
| 在來線月台 | 在來線月台               | 在來線月台               | 在來線月台                     | 在來線月台                     |
| ---------- | ------------------------ | ------------------------ | ------------------------------ | ------------------------------ |
| 1、2       | 播但線（普通）           | 播但線（普通）           | 寺前、和田山方向               | 寺前、和田山方向               |
| 1、2       | □特急「濱風」            | □特急「濱風」            | 大阪方向                       | 只限2號月台                    |
| 3、4       | 姬新線                   | 姬新線                   | 播磨新宮、佐用方向             | 播磨新宮、佐用方向             |
| 5、6       | JR神戶線（新快速、普通） | JR神戶線（新快速、普通） | 三之宮、大阪方向               | 三之宮、大阪方向               |
| 5、6       | □特急「超級白兔」        | □特急「超級白兔」        | 大阪方向                       | 只限5號月台                    |
| 7、8       | 山陽本線（新快速、普通） | 山陽本線（新快速、普通） | 相生、播州赤穗、上郡、岡山方向 | 相生、播州赤穗、上郡、岡山方向 |
| 7、8       | □特急「超級白兔」        | □特急「超級白兔」        | 鳥取方向（途經智頭急行線）     | 鳥取方向（途經智頭急行線）     |
| 7、8       | □特急「濱風」            | □特急「濱風」            | 城崎溫泉方向（途經播但線）     | 只限7號月台                    |
| 新幹線月台 |                          |                          |                                |                                |
| 11         | 山陽新幹線               | 上行                     | 新大阪、東京方向               | 此站始發於12號月台             |
| 12、13     | 山陽新幹線               | 下行                     | 岡山、鹿兒島中央方向           | 岡山、鹿兒島中央方向           |

### 在來線
全長350米的島式月台1面4線（1－4號月台）與全長320米（對應15節編組）的島式月台2面4線（5－8號月台），合計3面8線。

### 新幹線
對應16節編組的11－13號月台（山陽新幹線）為島式、對向式2面3線的高架月台，11號月台與12號月台之間設有2條通過線。此外，11號月台與在来線的高架之間預留增設1條軌道成為2面4線的空間。

## 使用情況
2018年（平成30年）度的1日平均上車人次為51,802人，此站是JR西日本車站當中排行第14位。
根據「姬路市統計要覽」（姬路市企劃調整局情報化推進室、編）與「兵庫縣統計書」，年間上車人數與1日平均上車人次如下表。
| 年度   | 年間 上車人數 | 左述當中 定期使用者 | 1日平均 上車人次 |
| ------ | ------------- | ------------------- | ---------------- |
| 2000年 | 17,357,000    | 9,946,000           | 47,552           |
| 2001年 | 17,017,000    | 9,707,000           | 46,622           |
| 2002年 | 16,664,000    | 9,563,000           | 45,655           |
| 2003年 | 16,677,000    | 9,545,000           | 45,566           |
| 2004年 | 16,632,000    | 9,593,000           | 45,568           |
| 2005年 | 16,764,000    | 9,675,000           | 45,929           |
| 2006年 | 16,665,000    | 9,705,000           | 45,657           |
| 2007年 | 16,923,000    | 9,813,000           | 46,237           |
| 2008年 | 17,469,000    | 9,969,000           | 47,861           |
| 2009年 | 16,892,000    | 9,939,000           | 46,279           |
| 2010年 | 16,762,000    | 10,012,000          | 45,924           |
| 2011年 | 16,991,000    | 10,127,000          | 46,422           |
| 2012年 | 17,164,000    | 10,149,000          | 47,023           |
| 2013年 | 18,048,000    | 10,552,000          | 49,445           |
| 2014年 | 17,913,000    | 10,376,000          | 49,076           |
| 2015年 |               |                     | 51,710           |
| 2016年 |               |                     | 51,086           |
| 2017年 |               |                     | 51,669           |
| 2018年 |               |                     | 51,802           |

## 歷史
- 1888年（明治21年）12月23日 - 伴隨山陽鐵道 明石～姬路間路段通車，開始營業，提供客運與貨運服務。
- 1989年（明治22年）11月1日 - 山陽鐵道姬路～龍野間路段通車。
- 1894年（明治27年）7月26日 - 播但鐵道姬路～寺前間路段通車。
- 1895年（明治28年）4月17日 - 播但鐵道姬路～飾磨（之後改名飾磨港）間路段通車。
- 1903年（明治36年）6月1日 - 播但鐵道將路線權轉讓給山陽鐵道，姬路車站也因此變成山陽鐵道所屬之車站。
- 1906年（明治39年）12月1日 - 山陽鐵道根據鐵道國有法轉為國營，姬路車站轉而成為日本國有鐵道所屬之車站。
- 1930年（昭和5年）9月1日 - 姬津線（今日的姬新線）姬路～部間路段通車。
- 1945年（昭和20年）7月3日 - 初代的站房在姬路大空襲中燒毀。
- 1946年（昭和21年）10月 - 第二代車站站房完工。
- 1957年（昭和32年）3月27日 - 山陽本線的貨運支線在姬路～姬路市場間的路段通車。
- 1959年（昭和34年）11月 - 第三代站房、也是日本第23個民眾車站（民衆駅，也就是聯合開發車站）完工。
- 1972年（昭和47年）3月15日 - 山陽新幹線新大阪～岡山間通車，姬路車站也伴隨正式成為新幹線車站之一。
- 1979年（昭和54年）11月1日 - 姬路～姬路市場間的貨運支線廢線。
- 1986年（昭和61年）11月1日 - 播但線在姬路～飾磨港間的路段廢線。
- 1987年（昭和62年）4月1日 - 日本國鐵分割民營化，姬路車站的營運權轉由JR西日本（客運部分）與JR貨物（貨運部分）繼承。
- 1994年（平成6年）3月21日 - 貨運部分的服務中止，相關業務轉由新設立的姬路貨運站負責。
- 1995年（平成7年）1月17日 - 阪神大地震發生，山陽新幹線新大阪～姬路間的運行中斷。
- 1995年（平成7年）4月8日 - 山陽新幹線恢復全線通車。
- 2003年（平成15年）－入選近畿車站百選（第四回）。
- 2003年（平成15年）10月1日 - 希望號（のぞみ）開始在姬路停車。
- 2005年（平成17年）2月22日 - 山陽新幹線部分導入自動剪票機服務。
- 2006年（平成18年）3月26日 - 山陽本線部分的列車開始改行高架化的新線。

## 車站週邊
姬路車站北口週邊在江戶時代為城下町的市街，發展較早；南口周圍地區則是第二次世界大戰結束後快速發展起來。東側原本是日本國鐵的貨運站，遷移後原址進行再開發。
列為聯合國教科文組織世界遺產以及日本一百名城的姬路城距離姬路車站約1.5公里，可於車站北口搭乘公車前往，或沿大手前通（大手前通り）步行約20分鐘。兵庫縣立歷史博物館、姬路公園、姬路市立美術館及姬路市立動物園等觀光景點也都於姬路城的週邊。
姬路市的另一個大型公園——手柄山中央公園離姬路車站約2公里，可於車站南口搭乘公車前往，或徒步約半小時抵達。手柄山溫室植物園、姬路市立水族館及手柄山交流站（手柄山交流ステーション，原本是姬路市營單軌電車的手柄山車站）也都位於此公園週圍。

## 相鄰車站

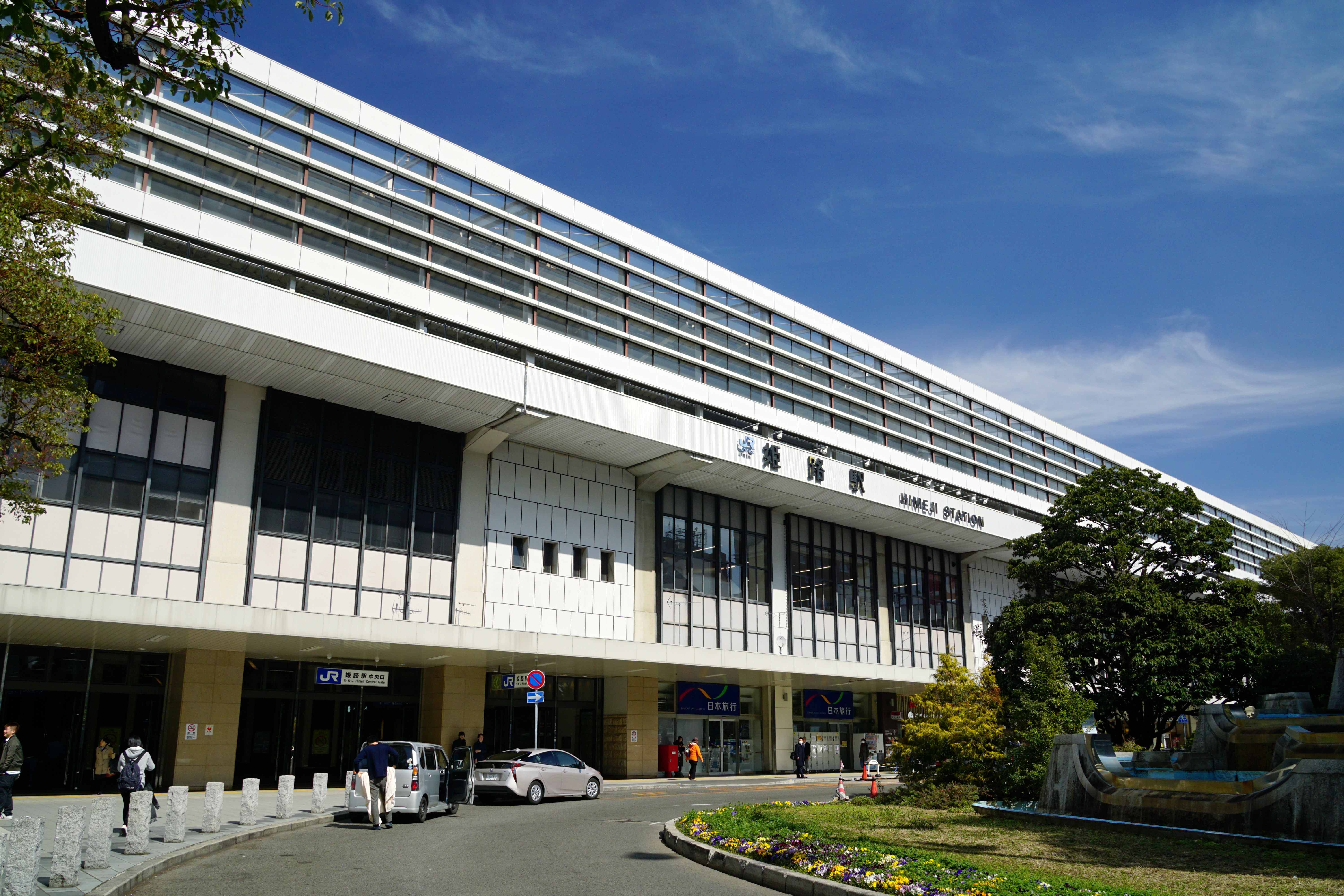
南口（2017年3月）

西日本旅客鐵道
 山陽新幹線
西明石－姬路－相生
 JR神戶線、山陽本線
- 特急「超級白兔」「濱風」、寝台特急「日出瀨戶」「日出出雲」停車站

■新快速（此站起往英賀保方向各站停車）
加古川（JR-A79）－姬路（JR-A85）－英賀保
■普通（包括西明石站以東為快速列車）
東姬路（JR-A84）－姬路（JR-A85）－英賀保
 播但線
- 特急「濱風」停車站

■普通
姬路－京口
 姬新線（全部定期列車各站停車）
姬路－播磨高岡

### 曾經存在的路線
日本國有鐵道
播但線（廢線路段、飾磨港線）
龜山－姬路
山陽本線貨物支線
姬路－姬路市場
姬路市交通局
姬路市營單軌電車
姬路－大將軍

## 外部連結
- 姬路｜車站資訊：JR出門網 - 西日本旅客鐵道（日語）

34°49′39″N 134°41′27″E / 34.82750°N 134.69083°E